# Claude (opéra)
 (mars 2021).
La mise en forme du texte ne suit pas les recommandations de Wikipédia : il faut le « wikifier ».
Les points d'amélioration suivants sont les cas les plus fréquents. Le détail des points à revoir est peut-être précisé sur la page de discussion.
- Les titres sont pré-formatés par le logiciel. Ils ne sont ni en capitales, ni en gras.
- Le texte ne doit pas être écrit en capitales (les noms de famille non plus), ni en gras, ni en italique, ni en « petit »…
- Le gras n'est utilisé que pour surligner le titre de l'article dans l'introduction, une seule fois.
- L'italique est rarement utilisé : mots en langue étrangère, titres d'œuvres, noms de bateaux, etc.
- Les citations ne sont pas en italique mais en corps de texte normal. Elles sont entourées par des guillemets français : « et ».
- Les listes à puces sont à éviter, des paragraphes rédigés étant largement préférés. Les tableaux sont à réserver à la présentation de données structurées (résultats, etc.).
- Les appels de note de bas de page (petits chiffres en exposant, introduits par l'outil «  Source ») sont à placer entre la fin de phrase et le point final[comme ça].
- Les liens internes (vers d'autres articles de Wikipédia) sont à choisir avec parcimonie. Créez des liens vers des articles approfondissant le sujet. Les termes génériques sans rapport avec le sujet sont à éviter, ainsi que les répétitions de liens vers un même terme.
- Les liens externes sont à placer uniquement dans une section « Liens externes », à la fin de l'article. Ces liens sont à choisir avec parcimonie suivant les règles définies. Si un lien sert de source à l'article, son insertion dans le texte est à faire par les notes de bas de page.
- La présentation des références doit suivre les conventions bibliographiques. Il est recommandé d'utiliser les modèles {{Ouvrage}}, {{Chapitre}}, {{Article}}, {{Lien web}} et/ou {{Bibliographie}}. Le mode d'édition visuel peut mettre en forme automatiquement les références.
- Insérer une infobox (cadre d'informations à droite) n'est pas obligatoire pour parachever la mise en page.

Pour une aide détaillée, merci de consulter Aide:Wikification.
Si vous pensez que ces points ont été résolus, vous pouvez retirer ce bandeau et améliorer la mise en forme d'un autre article.
Pour les articles homonymes, voir Claude.
Claude est le premier opéra composé par Thierry Escaich en 2013. Il s'agit d'une commande de l'Opéra de Lyon pour la Biennale de musique contemporaine. Cette première est dirigée par Jérémie Rhorer, avec une mise en scène d'Olivier Py. Le livret de Robert Badinter est inspiré du roman Claude Gueux de Victor Hugo, publié en 1834.

## Synopsis
« Poussé au crime par la misère, Claude, un canut, est incarcéré à Clairvaux où il se lie d'une amitié fraternelle avec son compagnon de cellule, Albin. Placé en cellule séparée, Claude, pour se venger, commet l'irréparable : il assassine le directeur de la prison avant d'être guillotiné à l'issue d'un procès expéditif. Sur cette trame, l'ancien garde des sceaux Robert Badinter établit un livret aussi fluide que limpide : seize courtes scènes s'enchaînent, encadrées d'un prologue et d'un épilogue. »

## Participants à la création
- Direction musicale : Jérémie Rhorer
- Mise en scène : Olivier Py
- Décors et costumes : Pierre-André Weitz
- Création lumières : Bertrand Killy
- Chorégraphie : Daniel Izz
- Orchestre, chœurs et maîtrise de l'Opéra de Lyon (chef de chœur : Alan Woodbridge)

Distribution
- Jean-Sébastien Bou : Claude
- Jean-Philippe Lafont : Le Directeur
- Rodrigo Ferreira : Albin
- Laurent Alvaro : L'Entrepreneur / Le Surveillant général
- Rémy Mathieu : Premier personnage / Premier Surveillant
- Philip Sheffield : Deuxième personnage / Deuxième Surveillant
- Loleh Pottier : La Petite fille
- Anaël Chevallier : La Voix en écho
- Yannick Berne : Premier détenu
- Paolo Stupenengo : Deuxième détenu
- Jean Vendassi : Troisième détenu
- David Sánchez Serra : L'avocat
- Didier Roussel : L'avocat général
- Brian Bruce : Le Président
- Laura Ruiz Tamayo : Danseuse